# Kaya (langage)
Pour les articles homonymes, voir kaya.
Kaya est un langage de programmation.